# 施洗約翰之死
施洗约翰之死是圣经中記載的一个事件，是指施洗約翰被代表羅馬帝國统治加利利的統治者希律·安提帕斯斬首之事。施洗约翰被斬首的當天是8月29日，此後每年的8月29日，天主教會、信義宗和普世聖公宗、東正教會都會舉辦活動紀念這一天。这一天有些基督徒會禁食。許多藝術家創作了以施洗約翰被斬首為主題的藝術作品。 